# Spartéine
La spartéine, du grec sparton (corde), est un alcaloïde quinolizidinique présent dans de nombreuses plantes, notamment le genêt à balais (Cytisus scoparius).
Il possède des effets antiarythmiques de classe 1a,, c'est-à-dire un bloqueur des canaux sodiques des cardiomyocytes et a été utilisé dans cette indication sous forme de sulfate de spartéine jusqu'au début du XXe siècle. Il a également été utilisé en injection pendant les accouchements, afin d'activer les contractions de l'utérus et est donc abortif donc déconseillé pendant la grossesse.
Il n'est pas approuvé pour l'utilisation humaine comme agent antiarythmique par la FDA (aux États-Unis) et est interdit en France comme ingrédient de préparations cosmétiques.
Il est également utilisé comme base chirale en chimie organique pour permettre une meilleure sélectivité des réactions, et comme ligand de la synthèse organique.

## Historique
La spartéine a été découverte par John Stenhouse en 1851 en étudiant l'action de l'acide nitrique sur plusieurs végétaux, dont le Genêt à balais, appelé à cette époque Spartium scoparium. La formule chimique fut quant à elle résolue par Charles Gerhardt et Edmund James Mills en 1862,
Le premier à étudier les effets biologiques de la spartéine fut Laborde qui, en 1885, étudie l'action de l'alcaloïde sur plusieurs animaux, notamment le cobaye et le chien, et en remarque l'action cardiotonique :
« L'action prédominante et élective de la spartéine sur le fonctionnement du cœur, dont elle parait augmenter à la fois l'intensité et la durée, ou mieux la persistance des contractions, se dégage donc »
Après avoir été étudiée par de nombreux chimistes comme Charles Moureu et Amand Valeur en 1903,, la structure exacte de la spartéine a été établie par Georges R. Clemo et R.Raper en 1933 ce qui permit la première synthèse en 1950
Anecdotiquement utilisé comme tonique dans des syndromes nerveux au tout début du XXe siècle, la spartéine est alors également étudiée pour faciliter le sevrage de la morphine,
L'action de la spartéine sur l'utérus et son utilisation comme ocytocique, pour favoriser l'accouchement, a été découverte en 1939. Elle est alors utilisée couramment en pratique gynécologique dès les années 1960, malgré ses effets secondaires qui sont déjà connus : une publication de 1966 recense contractions excessives et parfois rupture de l'utérus, parfois hématome rétroplacentaire et mort fœtale et surtout une grande variabilité d'efficacité entre les patientes.
Du fait d'une trop grande toxicité, et bien que la recherche se poursuivre sur ses analogues la spartéine a été retirée du marché et n'est aujourd'hui plus utilisée en clinique.

## Chimie et Pharmacologie
Huile liquide à température ambiante du fait de son faible poids moléculaire et de son absence d'oxygène,, la spartéine est utilisée en sous forme de sulfate de spartéine.
Elle possède trois stéréoisomères : la spartéine, α-isospartéine et β-isospartéine possédant chacun deux énantiomères (+) et (-) .
Ces isomères sont variablement présents dans plusieurs espèces végétales. La spartéine est ainsi contenue dans les graines des plantes du genre lupinus comme Lupinus arboreus ou Lupinus luteus ainsi que dans de nombreuses légumineuses (Fabaceae)
Elle a un effet antiarythmique de classe 1a, c'est-à-dire qu'elle inhibe les canaux sodiques cardiaques conduisant à un effet stabilisant de membrane, diminuant la conduction électrique dans les cardiomyocytes et diminue ainsi le rythme cardiaque et la pression artérielle, ce qui explique son effet antiarythmique et son effet sur la contraction des fibres musculaires, notamment de l'utérus,.En effet, il provoque la contraction des fibres de l'endomètre, favorisant ses contractions. Elle aurait également une action anticonvulsivante.
La spartéine a également été utilisée comme marqueur de l'activité métabolique du cytochrome CYP2D6. Les études pharmacocinétiques montrent ainsi que l'oxydation de la spartéine en 17-oxo-spartéine présente un polymorphisme génétique lié à celui du CYP2D6 ; 6 à 9% de la population d'origine européenne présente une activité faible (métaboliseur lent). La quinidine, l'halopéridol et le moclobémide sont tous de puissants inhibiteurs du CYP2D6 et donc du métabolisme de la spartéine.